# Andrzej Dzierżysław Sługocki
Andrzej Dzierżysław Sługocki herbu Jastrzębiec (zm. w 1659 roku) – stolnik lubelski w latach 1647–1659, podstarości lubelski.
Poseł sejmiku lubelskiego na sejm 1649/1650 roku, sejm zwyczajny 1654 roku.
W 1648 roku był elektorem Jana II Kazimierza Wazy z województwa lubelskiego. W 1649 roku był uczestnikiem popisu pospolitego ruszenia szlachty województwa lubelskiego w chorągwi generalnej województwa lubelskiego. Poseł na sejm koronacyjny 1649 roku z województwa lubelskiego. Na sejmie 1649/1650 roku wyznaczony z koła poselskiego na komisarza komisji wojskowej lubelskiej, która zająć się miała wypłatą zaległych pieniędzy wojsku. 